# Buntentorsdeichschart

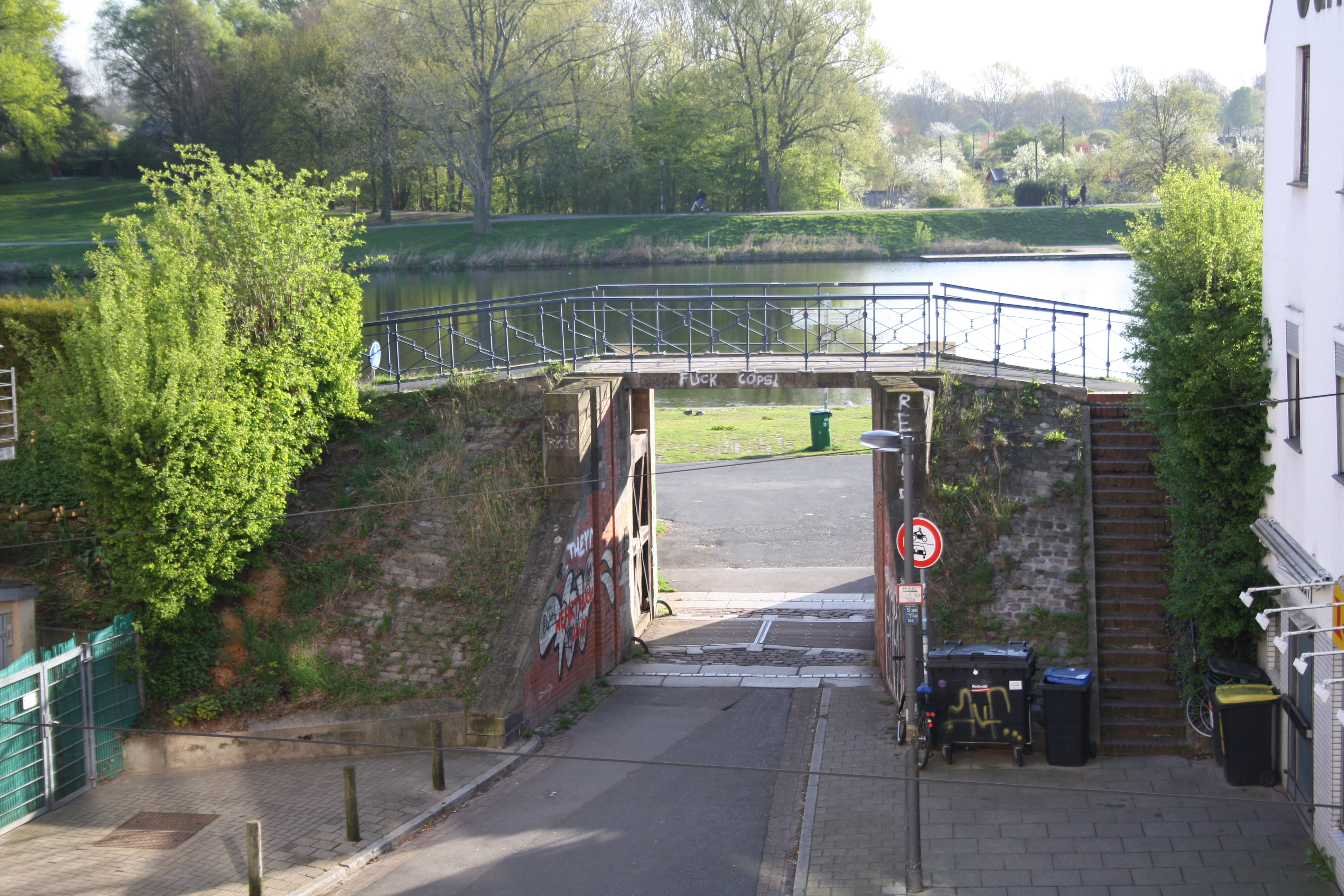
Blick auf die Kleine Weser

Das Buntentorsdeichschart in Bremen, Stadtteil Neustadt, Ortsteil Buntentor am Buntentorsteinweg zwischen Nr. 226 und Nr. 244 stammt von 1882. Es führt über die Deichschartbrücke der Kleinen Weser zum Werdersee und zum Stadtwerder.
Das Bauwerk steht seit 2023 unter Bremer Denkmalschutz.

## Geschichte

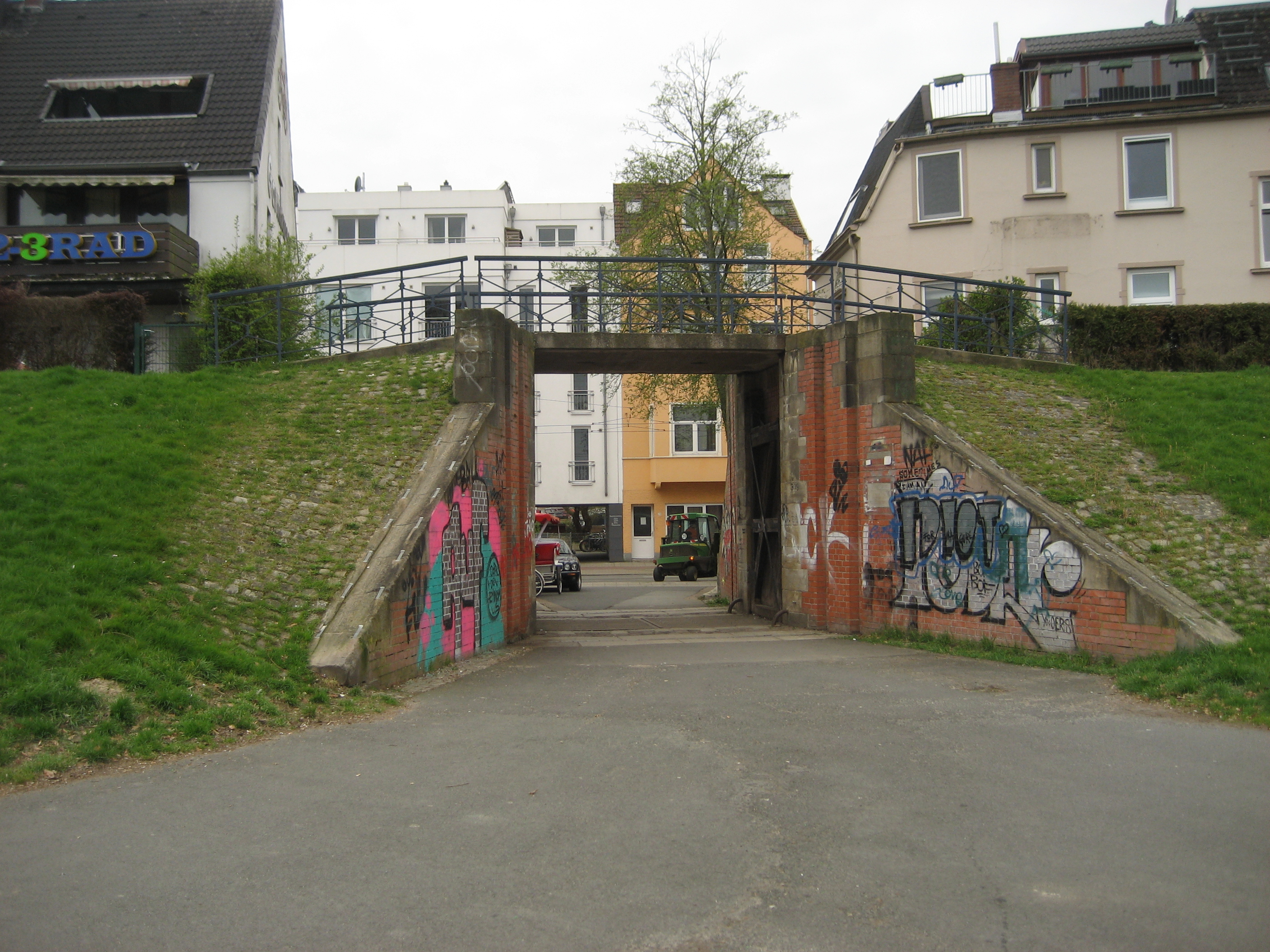
Blick Richtung Buntentorsteinweg

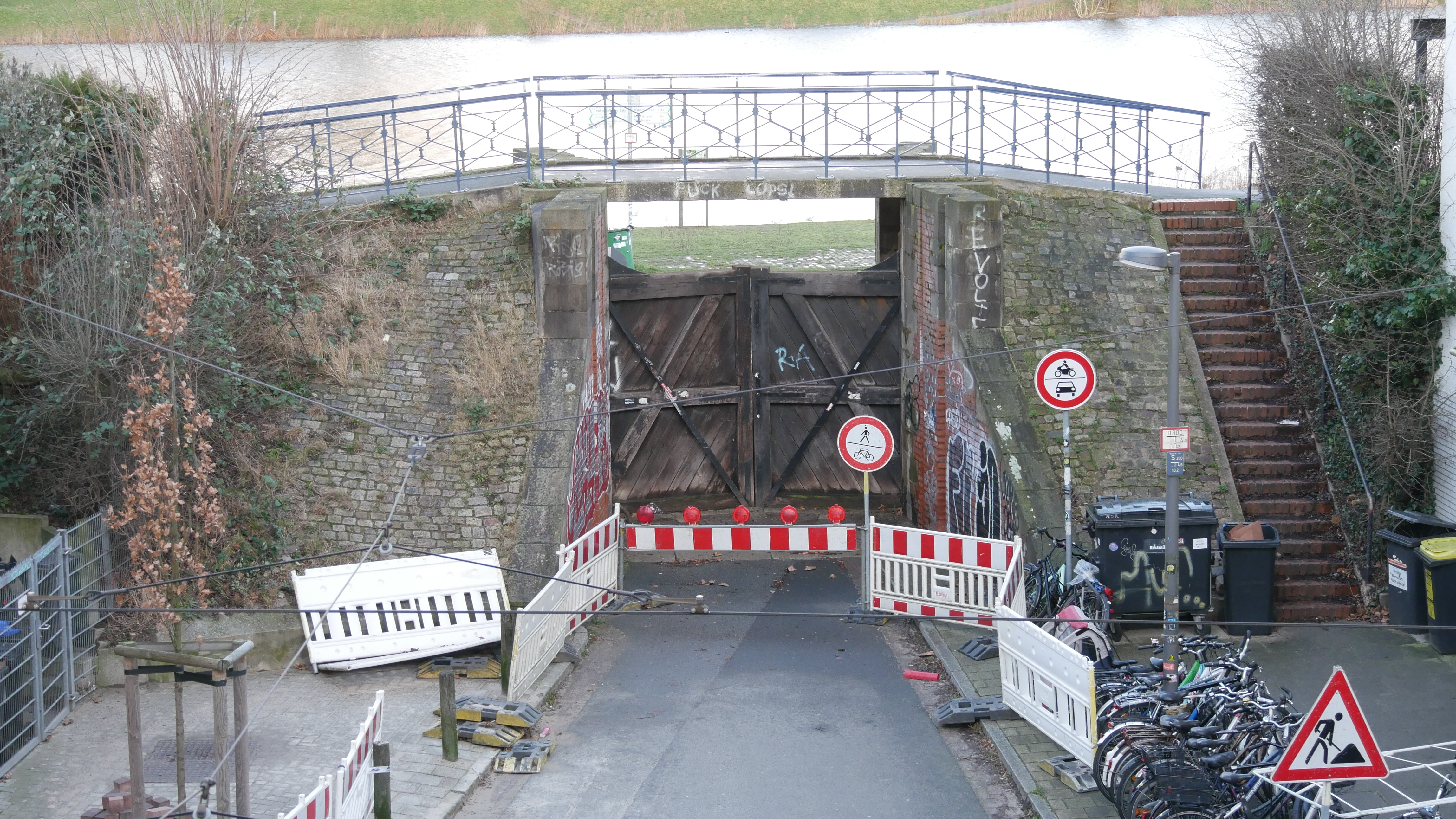
Mit geschlossenen Toren anlässlich Orkan Sabine 2020

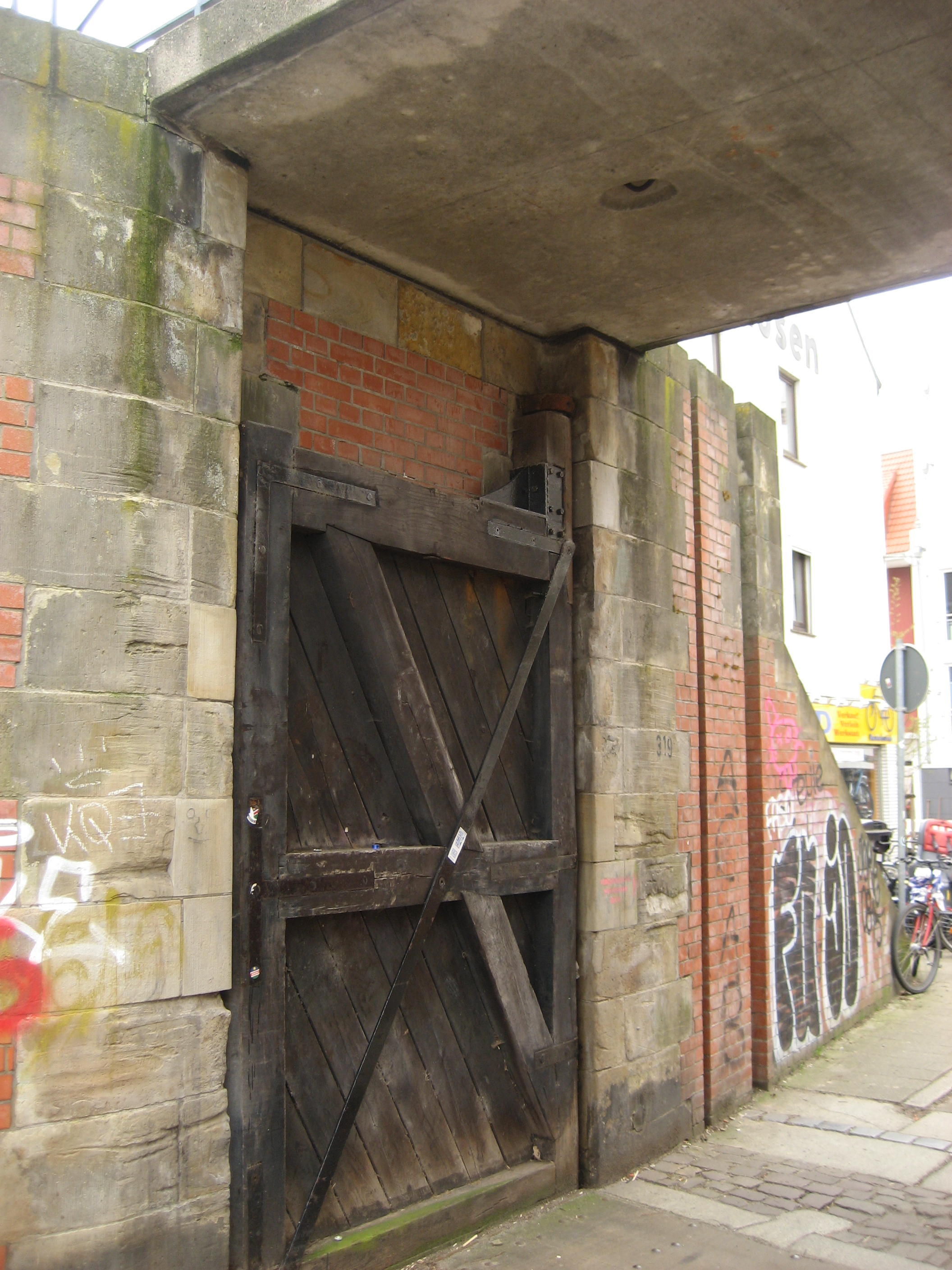
Stemmtor

Das Deichschart als Durchfahrt vom Buntentorsteinweg zum Stadtwerder und zum Werdersee wurde 1882 nach Plänen des Bauinspektors Hermann Friedrich Heineken in den Deich an der Kleinen Weser eingebaut. Auf dem Stadtwerder befanden sich größere landwirtschaftliche Nutzflächen und das Wasserwerk mit dem 1873 gebauten Wasserturm auf dem Werder sowie Tongruben. Um das Werderland besser durch Pferdefuhrwerke ebenerdig erreichen zu können, war der Bau des Deichscharts als Querungshilfe an einer für das Gebiet Buntentor zentralen Stelle notwendig.
Das Deichschart als Hochwasserschutz besteht aus den seitlichen Stützmauern als konisch zulaufende Flügelmauern, die zur Stabilisierung tief in den Deich hineinragen. 1994 wurde das verblendende Ziegelmauerwerk erneuert und mit Quadern aus Obernkirchner Sandstein abgedeckt. Das Schleusenstemmtor aus dicken Eichenholzbalken muss nur selten bei sehr starkem Hochwasser geschlossen werden. In die senkrechten Wandschlitze werden dann von oben Dammbalken eingesetzt und die dabei entstehenden Zwischenräume mit Sandsäcken verfüllt.
Das Landesamt für Denkmalpflege Bremen befand: „… An diesem Deichschart lässt sich noch heute auf im Bundesland Bremen einzigartige Weise die Technik des Hochwasserschutzes aus der zweiten Hälfte des 19. Jahrhunderts ablesen. … von überregionaler Bedeutung …“.
Da das Stemmtor im Deichschart als Risiko bei extremen Hochwasser angesehen wird, wurde von der Umweltbehörde auch der Abbau des Deichschartes und eine Schließung des Deiches erwogen. Die erheblichen Mehrkosten für eine Sanierung oder Neubau würde der Bund nicht fördern. Die Denkmalbehörde stellte daraufhin das Bauwerk unter Denkmalschutz. Der Beirat Neustadt sprach sich gegen den Abriss des Deichscharts aus, damit der Fußgänger- und Fahrradverkehr weiterhin ohne Rampen ebenerdig passieren kann.